# Johann Christian Hasse

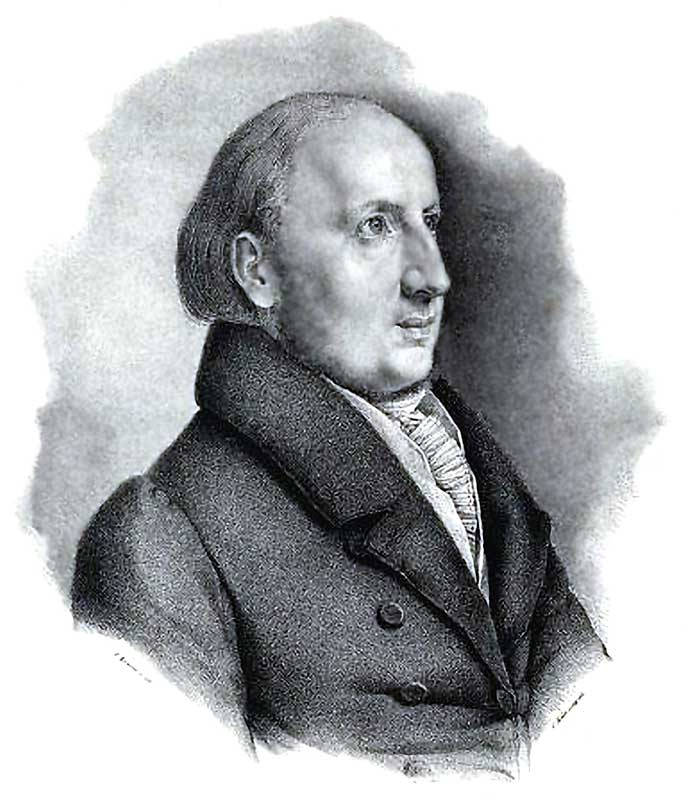
Johann Christian Hasse

Johann Christian Hasse (* 24. Juli 1779 in Kiel; † 18. November 1830 in Bonn) war ein deutscher Rechtsgelehrter.

## Leben
Nach dem Besuch der Husumer Gelehrtenschule studierte Hasse an der Universität Kiel, wo er ein Schüler von Anton Friedrich Justus Thibaut wurde und ab 1798 das Schassische Stipendium erhielt. An dieser Bildungseinrichtung wurde er 1805 Privatdozent und Syndikus. 1811 promovierte er daselbst zum Doktor der Rechte und wurde 1811 als Professor der Rechte an die Universität Jena berufen. In Jena wurde er auch Oberappellationsgerichtsrat. 1813 wechselte Hasse an die Universität Königsberg, wo er sich im Sommersemester 1815 als Prorektor der Alma Mater an den organisatorischen Aufgaben der Hochschule beteiligte. 
1818 folgte er einem Ruf an die Universität Berlin als Professor für Pandekten und deutsches Privatrecht. 1821 zog Hasse als Professor der Rechte an die Universität Bonn. Hier wirkte er 1825/26 als Rektor der Hochschule. Ab 1828 war er an der Seite von Friedrich Bluhme, Georg Friedrich Puchta und Eduard Puggé Mitherausgeber des juristischen Fachjournals Das rheinische Museum für Jurisprudenz. Im gleichen Jahr 1828 machte Hasse mit Kritiken in Richtung der Historischen Rechtsschule auf sich aufmerksam, der er eine rückwärtsgewandte Antikisierung ihrer Methoden vorwarf, statt Reformen zur Bewältigung der Lebenswirklichkeit in Angriff zu nehmen und sich programmatisch zu erneuern.

## Werke
- Beiträge zu einer Revision der bisherigen Theorie von der ehelichen Gütergemeinschaft, nach deutschem Privatrecht. Kiel 1808
- Diss. inaug. Disquirens: an novatio voluntaria ese possit citra stipulationem? Kiel 1812
- Die Culpa des römischen Rechts. Kiel 1815, 1838
- Giebt es nach dem Sachsenspiegel ein Eigenthum an beweglichen Sachen und wird dieses aufgegeben durch die bloße freiwillige Entfernung aus dem Wehre? In: Archiv für die civile Praxis. 1. Bd. 1. Heft, Berlin 1815
- Sollte der L. 14. pr. D. de aquae pluviae arcendae nicht ohne Abänderung des Textes zu helfen sein? In: Zeitschrift für geschichtliche Rechtswissenschaft. 3. Bd. 1. Heft 1818
- Anzeige und Beurteilung einer zuerst 1764, dann wieder, nebst einer Abhandlung Pothiers, Paris 1813 abgedruckten Schrift des Parlamentsadvokaten le Beim über die Culpa und deren Präsentation. In: Zeitschrift für geschichtliche Rechtswissenschaft. 4. Bd. 2. Heft, Nr. 2, 1819
- Skizze des Güterrechts der Ehegatten nach einigen älteren deutschen Rechtsquellen. In: Zeitschrift für geschichtliche Rechtswissenschaft. 4. Bd. 2. Heft, S. 60–112
- Versuch einer genaueren Auslegung d. L. 1. D. de jure dotium und der L. 20. D. sol matrim. In: Zeitschrift für geschichtliche Rechtswissenschaft. 5. Bd., 3. Heft, S. 311–337
- Ueber universitates juris et rerum u. über Universal- und Singularsuccession. In: Archiv für die civile Praxis. 5. Bd., 1. Heft, 1822
- Ueber d. Compensation und ihre Liqudität. In: Archiv für die civile Praxis. 7. Bd., 2. Heft, S. 145–207, 1824
- Das Güterrecht der Ehegatten, nach römischen Recht. Berlin 1824, 1. Bd.
- Von der Bestellung der Servituten durch simple Verträge und Stipulationen. In: Das rheinische Museum für Jurisprudenz. 1. Bd. 1. Heft S. 64–128, Bonn 1827
- De variis eorum sententiis, qui in explananda l. 7 § 1 D. soluto matrim. vulgatam interpretationem reliquerunt. 1827
- Wie werden die Früchte d. dos aus d. letzten Jahre beim Schluß d. Ehe zwischen dem, der dieselbe zurück zu fordern, und dem der sie zurück zu geben hat, verteilt? In: Das rheinische Museum für Jurisprudenz. 1. Heft
- Kann das was juristisch dos heist, bei einer Ehe mit Conventio in manum statt finden? In: Das rheinische Museum für Jurisprudenz. 1. Heft
- Ueber Gellii Noct. Attic. 10, 2. In: Das rheinische Museum für Jurisprudenz. 1. Heft
- Von dem Recht d. lex Cincia. In: Das rheinischen Museum. In: Das rheinische Museum für Jurisprudenz. 5. Heft S. 185–248